# Гонсалес Гарридо, Патросинио
Хосе Патросинио Гонсалес Бланко Гарридо (исп. José Patrocinio González Blanco Garrido; 18 мая 1934, Катасаха, Чьяпас, Мексика — 30 ноября 2021, Канкун, Кинтана-Роо, Мексика) — мексиканский политик, член Институционно-революционной партии. Он входил в состав обеих палатах Конгресса Мексики, занимал должности губернатора штата Чьяпас и секретаря внутренних дел Мексики. С последнего поста Гонсалес Гарридо ушёл после сапатистского восстания в 1994 году.

## Карьера
Патросинио Гонсалес Гарридо родился в Катасахе (штат Чьяпас) в 1934 году. В 1952 году, будучи студентом в Мехико, он поддержал кандидатуру Адольфо Руиса Кортинеса на пост президента страны и впоследствии вступил в Институционно-революционную партию. В 1956 году Гонсалес Гарридо получил степень юриста в Национальном автономном университете Мексики, а затем и степень магистра в Тринити Холле (Кембриджский университет).
В начале 1960-х годов Гонсалес Гарридо занимал должности в Секретариате коммуникаций и общественных работ, Секретариате финансов и государственного кредитования, Институте социального обеспечения и услуг для государственных служащих и Национальной лотерее государственной помощи.
На промежуточных выборах 1967 года Гонсалес Гарридо был избран на трёхлетний срок в Палату депутатов от 6-го федерального избирательного округа Чьяпаса, а в 1982 году — в Сенат от своего родного штата. В 1988 году он баллотировался на пост губернатора штата Чьяпас. Гонсалес Гарридо победил на выборах, проводившихся одновременно со всеобщими выборами 6 июля, набрав 89 % голосов при явке избирателей в 50 %. 8 декабря он был приведён к присяге губернатора.
Спустя четыре года Гонсалес Гарридо покинул кресло губернатора Чьяпаса, так как 4 января 1993 года президент Карлос Салинас, который приходился двоюродным братом Патрисии, жене Гонсалеса Гарридо, назначил его на пост секретаря внутренних дел, который до него занимал Фернандо Гутьеррес Барриос. Гонсалес Гарридо занимал эту должность до 10 января 1994 года, когда подал в отставку или был уволен на фоне восстания Сапатистской армии национального освобождения (САНО), начавшегося 1 января. Его сменил Хорхе Карписо. Гонсалес Гарридо же отошёл от политической деятельности и в последующие годы занимался созданием зоопарка Ecoparque Aluxes в Паленке (штат Чьяпас).
23 декабря 2020 года, в возрасте 86 лет, Гонсалес Гарридо отказался от членства в Институционно-революционной партии в знак протеста против плана её руководства пойти на выборы 2021 года в коалиции с Партией национального действия и Партией демократической революции. «Идеалы должны быть выше предвыборных устремлений», — аргументировал он свой выход из партии в письме её президенту Алехандро Морено.
30 ноября 2021 года Патросинио Гонсалес Гарридо скончался от рака в Канкуне (штат Кинтана-Роо).

## Семья
Томас Гарридо Канабаль, дед Гонсалеса Гарридо по материнской линии, был губернатором штата Табаско и временным губернатором штата Юкатан. Саломон Гонсалес Бланко, отец Гонсалеса Гарридо, был судьёй Верховного суда страны, 12 лет занимал пост секретаря труда и социального обеспечения и был губернатором штата Чьяпас в 1977—1979 годах.
В 1960 году Гонсалес Гарридо женился на Патрисии Ортис Мена Салинас, дочери Антонио Ортиса Мены. У них было четверо детей. Хосефа Гонсалес-Бланко Ортис-Мена, их младшая дочь, некоторое время занимала пост секретаря окружающей среды (2018—2019), а в 2021 году была назначена послом Мексики в Великобритании.